# Матійченко Володимир Федорович
Володи́мир Фе́дорович Маті́йченко (* 27 травня 1931, Полтава — † 16 березня 2013, Кременчук) — громадський діяч, Почесний громадянин міста Кременчук, ветеран будівельної справи. Нагороджений орденом Трудового Червоного Прапора, медалями «За доблесну працю» та «Ветеран праці», Заслужений будівельник Української РСР.

## Життєпис
Перебував на окупованій території, дитинство закінчилося рано — приходилося тяжко працювати, щоб прогодувати родину. Після повернення батька з фронту поновлює навчання в школі, закінчив семирічку, по тому — ремісниче училище.
1948 року почав працювати слюсарем паровозного депо Полтави, з 1951 року служив у лавах Радянської армії — моряк-підводник.
1954 року поступив до Полтавського будівельного технікуму, закінчив з відзнакою.
З 1958 року працював по скеруванню на будівництві в Кременчуці, почав професійний шлях майстром.
Керував будівельним управлінням «Житлобуд» з 1963 року, тоді були побудовані перша дев'ятиповерхівка в Кременчуці та Міський палац культури — 1972.
За час його керівництва житловою організацією в Кременчуці було збудовано 650 тисяч квадратних метрів житла, 31 навчальний, 14 лікувальних та 12 дошкільних закладів, 6 культурних центрів, 27 комунальних споруд.
Зокрема, керував чи брав участь у будівництві: річкового вокзалу, пологового будинку, адмінприміщення міської ради, корпуси університету Кременчука та машинобудівного технікуму, корпус госпіталю для інвалідів та ветеранів Другої світової війни.
Його син, Ігор, теж став військовим будівельником.